# Maison de la Chimie
La maison de la Chimie est un centre de congrès et de conférences situé au 28, rue Saint-Dominique dans le 7e arrondissement de Paris. Depuis les années 1930, cette demeure située à proximité de l'Assemblée nationale et de la plupart des ministères est le théâtre d'événements scientifiques, culturels, politiques et économiques.

## Histoire
Dans les premières années du XVIIIe siècle, lorsque Paris reprit sa primauté sur Versailles, les grands terrains qui composaient le faubourg Saint-Germain se trouvèrent presque tous à vendre. En 1704 on traça de nouvelles artères autour des Invalides. Des hôtels particuliers apparurent alors. Celui du 28, rue Saint-Dominique fut la résidence des familles de La Tour d’Auvergne, de Caraman et de La Rochefoucauld d’Estissac jusqu’en 1929.
La maison de la Chimie fait la synthèse des styles XVIIIe et Art déco.

## Fondation internationale reconnue d’utilité publique
La fondation de la maison de la Chimie est née de l'idée, lancée en France avant la Première Guerre mondiale, d'édifier une « maison de la Chimie » pour faciliter les relations d'une part entre les sociétés savantes, et d'autre part entre ces sociétés et l'industrie.
Il fallut attendre les préparatifs de la célébration du centenaire de la naissance de Marcellin Berthelot (1827-1907) pour que l'idée soit reprise dans une perspective internationale. La réalisation du projet fut confiée en 1928 à la fondation créée à cet effet et reconnue d'utilité publique.
Plusieurs années furent nécessaires pour assurer son financement à la suite de souscriptions nationale et internationale, sélectionner le site d’accueil de son siège et effectuer les travaux d’aménagement et de construction. 
L'inauguration eut lieu le 1er décembre 1934, en présence du président de la République, Albert Lebrun, et de l’ensemble des corps constitués.
Selon ses statuts, la fondation de la maison de la Chimie « contribue par ses actions à l'avancement de la science chimique dans toute l'étendue de son domaine et à la promotion de ses applications ». Elle assure l'entretien et le fonctionnement d’un centre de congrès à vocation internationale et anime un grand nombre d'activités au service des chimistes du monde entier.
En décembre 1935, l'édifice accueille, comme cinq autres lieux de la capitale, la première diffusion publique de programmes télévisés en France.
En 1964, face aux difficultés financières, le centre de documentation chimique ferme, et sa riche bibliothèque est vendue à la faculté des sciences de l'université Paris-Sud, à Orsay.
La maison a abrité diverses associations impliquées dans les domaines scientifiques et technologiques. Le siège de la Société astronomique de France était situé dans la maison de 1966 à 1974,.

## Espace de lobbying et de conférences
La maison de la Chimie est également un espace propice au lobbying. Son centre de congrès accueille régulièrement « scientifiques, dirigeants d'entreprise, députés, ministres et lobbyistes ». Des agences de lobbying telles Boury, Tallon et associés ou Rivington y organisent des colloques, ou « rencontres parlementaires », financés par des entreprises. Ainsi, dans une « zone grise », les industriels tissent des liens avec les responsables politiques invités,,,.
Les « colloques parlementaires » ne peuvent plus se tenir, depuis 2011, dans l'enceinte de l'Assemblée nationale ou du Sénat, et la loi Sapin II de 2016 a rendu plus rigoureux le contrôle d'accès aux assemblées pour les lobbies : en revanche, à proximité immédiate des lieux de pouvoir, les colloques organisés à la maison de la Chimie sont, selon La Revue dessinée, « des lieux de rencontre qui échappent [...] à tout contrôle »,.
En tant que centre de congrès, la maison de la Chimie accueille par ailleurs régulièrement des conférences, par exemple en 2019 le « colloque d'extrême droite » de l'institut Iliade, réunissant membres de Génération identitaire, anciens du Grece et Marion Maréchal.
C'est à la maison de la Chimie que le Nouveau Front populaire annonce son programme en 2024.